# Дологодін Владислав Миколайович
Владислав Миколайович Дологодін (нар. 23 лютого 1972) — український легкоатлет, який спеціалізувався у спринті, учасник Олімпійських ігор (1996), багаторазовий призер чемпіонатів України, рекордсмен України. Майстер спорту України міжнародного класу (1993). Закінчив Харківський державний інститут фізичної культури (1996).
Після завершення спортивної кар'єри, служив у Службі безпеки України, з якої звільнився в запас у офіцерському званні.

## Рекорди
5 червня 1993 на змаганнях Pearl European Relays в Портсмуті став співавтором двох національних рекордів в естафетних дисциплінах:
- В естафеті 4×100 метрів українська команда вперше в історії «вибігла» з 39 секунд (38,85). Владислав Дологодін біг на останньому етапі. Іншими учасниками квартету були Ігор Стрельцов, Дмитро Ваняікін та Олександр Шличков.
- В естафеті 4×200 метрів — 1.21,32. Владислав Дологодін біг на останньому етапі. Іншими учасниками квартету були Дмитро Ваняікін, Олег Твердохліб та Ігор Стрельцов.

13 травня 1994 Владислав Дологодін на легкоатлетичному чемпіонаті Харківської області покращив національний рекорд на стометрівці за ручним хронометражем. Результат, який він показав двічі (у забігу та фіналі) під час змагань — 9,9 — на 0,1 секунди перевершував попередній рекордний результат Валерія Борзова. До 2003 — коли Федерація легкої атлетики України скасувала можливість реєстрації рекордів України з бігу на 100 метрів за ручним хронометражем — цей результат так і залишився неперевершеним.
17 травня 1996, здобувши перемогу на Відкритому чемпіонаті Києва, Владислав Дологодін з часом 10,02 перевершив чинний на той час національний рекорд України серед чоловіків з бігу на 100 метрів, що належав з 1972 Валерію Борзову. Результат переможця був визнаний рекордом України та залишався таким до середини 2000-х. Проте, пізніше, всі показані в забігу результати були виключені з офіційних списків результатів ІААФ, а результат Дологодіна — позбавлений статусу рекорда України через сумніви в коректності роботи автоматичного хронометражу на змаганнях.
2 червня 1996 на Кубку Європи в Мадриді разом з Костянтином Рураком, Сергієм Осовичем та Олегом Крамаренком у складі збірної України Владислав Дологодін встановив досі чинний рекорд України в естафетному бігу 4×100 метрів (38,53). Після цього цей рекорд двічі повторювався (у 2002 та 2014) іншими українськими естафетними квартетами.

## Основні міжнародні виступи
| Рік  | Змагання                      | Місто     | Місце | Дисципліна | Примітки |
| ---- | ----------------------------- | --------- | ----- | ---------- | -------- |
| 1994 | Чемпіонат Європи в приміщенні | Париж     | 2     | 200 м      |          |
| 1994 | Чемпіонат Європи              | Гельсінкі | 2     | 200 м      |          |
| 1994 | 2                             | 4×100 м   |       |            |          |
| 1995 | Чемпіонат світу               | Гетеборг  | 9заб  | 200 м      | DNF      |
| 1996 | Кубок Європи                  | Мадрид    | 3     | 100 м      |          |
| 1996 | 2                             | 200 м     |       |            |          |
| 1996 | 1                             | 4×100 м   |       |            |          |
| 1996 | Олімпійські ігри              | Атланта   | 3чф6  | 200 м      |          |
| 1996 | ф4                            | 4×100 м   |       |            |          |
| 1997 | Чемпіонат світу               | Афіни     | 2пф   | 4×100 м    | DNF      |